# Juan Bautista Charlone
Juan Bautista Charlone, nacido como Pietro Giovanni Battista Chiarlone (Cagna, 27 de septiembre de 1821 – Corrientes, 23 de septiembre de 1866), fue un militar de origen italiano, que luchó durante las guerras civiles argentinas y uruguayas en el bando unitario, en la lucha contra los indígenas de su país de adopción y en la Guerra del Paraguay o de la Triple Alianza.

## Distinguida trayectoria militar
Era hijo de agricultores modestos, llegando en 1839 junto a su padre y hermana a Montevideo, adonde se dedicaron al comercio marítimo, y luego a la importación de artículos de ultramar.
Debido al sitio de Manuel Oribe a Montevideo, se enroló como soldado raso en la Legión Italiana comandada por Giuseppe Garibaldi, asistiendo bajo sus órdenes a numerosas acciones bélicas. En el combate de San Antonio fue ascendido a sargento, recibiendo las insignias de manos del propio Garibaldi. En 1849 alcanzó el grado de subteniente, y en 1859 el de teniente.
Integró el Batallón del Orden, bajo el mando del General César Díaz, alcanzando el grado de capitán en 1852, luchando en la batalla de Caseros. Integró el Batallón 29.º de Infantería, en donde se lució en la defensa de Buenos Aires contra las fuerzas sitiadoras del Coronel Hilario Lagos.
A fines de 1853 pasó a integrar la marina de guerra del Estado de Buenos Aires, como segundo jefe del Bergantín General Pinto, actuando en combates contra la Confederación.
En 1857, en momentos en que había sido ascendido a sargento mayor, fue designado segundo comandante de la Legión Militar Italiana asentada en Bahía Blanca, comandada por el Coronel Antonio Susini, participando de una importante campaña contra los malones indígenas.
En 1861, participó exitosamente en la batalla de Pavón, al mando de la Legión Militar Italiana, por lo que obtuvo el grado de teniente coronel.
A partir de 1865, todavía al mando de la Legión Militar, tomó parte en la guerra del Paraguay o de la Triple Alianza, integrando las tropas comandadas por el General Wenceslao Paunero, siendo ascendido a coronel en 1866, luego de intervenir en el asalto y toma de la ciudad de Corrientes, en las batallas de Yatay, Tuyutí, Yataytí-Corá, Boquerón, hasta ser herido mortalmente en la batalla librada en el Fuerte de Curupaytí, una de las más sangrientas de esa guerra, falleciendo el 23 de septiembre de 1866 en Corrientes.
Sus restos descansan en el Cementerio de la Recoleta, en la ciudad de Buenos Aires.

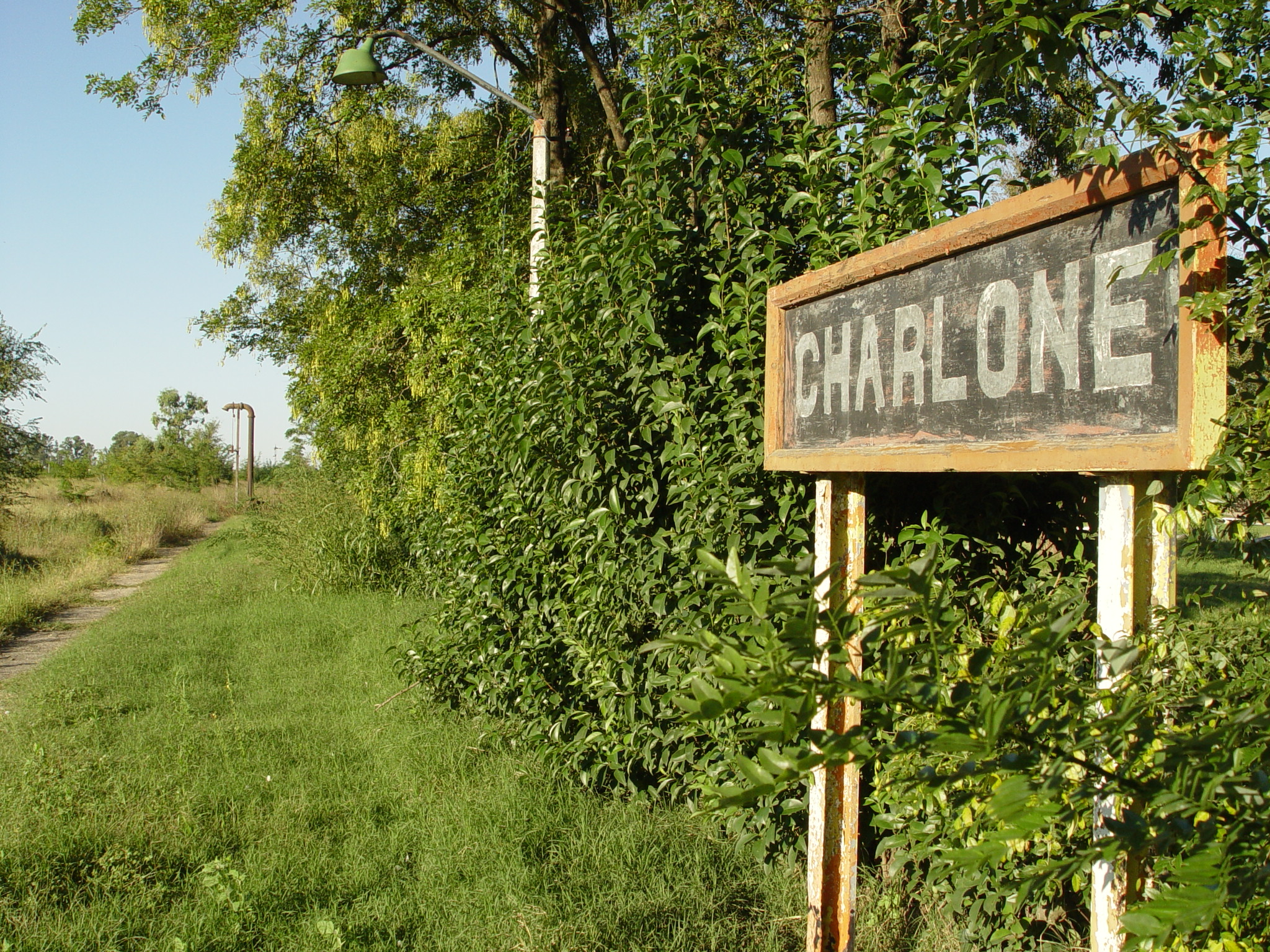
Cartel de la Estación Coronel Charlone, en el pueblo homónimo, provincia de Buenos Aires.

## Homenajes
Un gobernador bonaerense bautizó con su nombre una estación ferroviaria de la provincia de Buenos Aires, perteneciente al ramal que unía los pueblos de Rufino, provincia de Santa Fe, e Italó, provincia de Córdoba; dicha estación fue inaugurada el 1 de junio de 1900. Años más tarde, el 30 de junio de 1908, comenzó el loteo de las áreas circundantes a la estación, que dieron origen a la Colonia y Pueblo Fernando Martí, en honor al anterior dueño de las tierras, Fernando Martí Tomás. Sin embargo, los habitantes de la región llamaban al pueblo como la estación. Es por esto que una ley de 1979 determinó que la Colonia y Pueblo Fernando Martí pasaba a llamarse formalmente Coronel Charlone.